# Mali Brgud
 Mali Brgud  (olaszul: Bergut Piccolo) falu Horvátországban, a Tengermellék-Hegyvidék megyében. Közigazgatásilag Matuljihoz tartozik.

## Fekvése
Fiume központjától 15 km-re, községközpontjától 7 km-re északra a Tengermelléken, az Isztria-félsziget északi határán fekszik.

## Története
A településnek 1869-ben 119, 1910-ben 149 lakosa volt. 
2011-ben 131 lakosa volt.

## Lakosság
| Lakosság változása | Lakosság változása | Lakosság változása | Lakosság változása | Lakosság változása | Lakosság változása | Lakosság változása | Lakosság változása | Lakosság változása | Lakosság változása | Lakosság változása | Lakosság változása | Lakosság változása | Lakosság változása | Lakosság változása | Lakosság változása |
| ------------------ | ------------------ | ------------------ | ------------------ | ------------------ | ------------------ | ------------------ | ------------------ | ------------------ | ------------------ | ------------------ | ------------------ | ------------------ | ------------------ | ------------------ | ------------------ |
| 1857               | 1869               | 1880               | 1890               | 1900               | 1910               | 1921               | 1931               | 1948               | 1953               | 1961               | 1971               | 1981               | 1991               | 2001               | 2011               |
| 0                  | 119                | 127                | 136                | 140                | 149                | 0                  | 145                | 138                | 133                | 126                | 119                | 90                 | 100                | 118                | 131                |